# St. John the Baptist Parish
St. John the Baptist Parish is een parish in de Amerikaanse staat Louisiana.
De parish heeft een landoppervlakte van 567 km² en telt 43.044 inwoners (volkstelling 2000). De hoofdplaats is La Place. Ze grenst in het westen aan St. James Parish en Ascension Parish, in het noorden aan Livingston Parish en Tangipahoa Parish, in het oosten aan St. Charles Parish en in het zuiden aan Lafourche Parish. Het is een van de 22 parishes die samen Acadiana of Cajun Country vormen.